# Chủ nghĩa tự do cổ điển
Chủ nghĩa tự do cổ điển là một ý thức hệ chính trị và là một nhánh của chủ nghĩa tự do vận động cho tự do dân sự và tự do chính trị với nền dân chủ đại nghị dưới pháp quyền và nhấn mạnh tự do kinh tế được định nghĩa trong chủ nghĩa tự do kinh tế hay còn gọi là chủ nghĩa tư bản thị trường tự do.
Chủ nghĩa tự do cổ điển được phát triển tại châu Âu và Hoa Kỳ vào thế kỷ 19. Mặc dù được hình thành từ những ý tưởng đã được khai triển tại thời điểm cuối thế kỷ 18 nhưng chủ nghĩa tự do cổ điển cổ súy một dạng cụ thể của xã hội, chính phủ và chính sách công như là một phản ứng với cuộc Cách mạng Công nghiệp và đô thị hóa. Trong số các nhân vật nổi bật đóng góp cho chủ nghĩa tự do cổ điển có John Locke, Jean-Baptiste Say, Thomas Malthus, và David Ricardo. Nó dựa trên kinh tế học của Adam Smith và niềm tin vào luật tự nhiên, chủ nghĩa vị lợi, và tiến bộ.

## Sự hình thành những niềm tin cốt lõi
Các nhà tự do cổ điển tin rằng mỗi cá nhân là "vị kỷ, toan tính,  bản chất chây lì và nhỏ nhen" và xã hội không gì hơn ngoài tập hợp của những cá nhân như vậy.
Các nhà tự do cổ điển đồng tình với Thomas Hobbes rằng nhà nước được tạo ra bởi các cá nhân để bảo vệ họ khỏi những cá nhân khác và mục đích của chính phủ là giảm thiểu mâu thuẫn giữa những cá nhân mà trong trạng thái tự nhiên sẽ nảy sinh. Những niềm tin này được bổ sung với niềm tin rằng động lực lớn nhất của mọi người lao động là động lực tài chính. Niềm tin này dẫn đến đạo luật New Poor Law năm 1834 tại Anh, mục đích nhằm giảm thiểu trợ cấp từ xã hội tới các cá nhân và doanh nghiệp, với niềm tin rằng thị trường tự do là cơ chế hiệu quả nhất dẫn đến thịnh vượng.
Dựa trên những tư tưởng của Adam Smith, chủ nghĩa tự do cổ điển tin rằng mỗi cá nhân có lợi ích chung cần được bảo vệ đó là lợi ích kinh tế. Các nhà tự do cổ điển lên án các nhà nước phúc lợi cố ý can thiệp vào thị trường tự do. Mặc dù Smith công nhận tầm quan trọng giá trị của lao động và người lao động, các nhà tự do cổ điển đã chỉ trích một số quyền của công đoàn sẽ phải đánh đổi bằng quyền lợi của cá nhân trong lúc chấp thuận quyền lợi công ty, dẫn tới sự bất công trong quyền thương lượng. Các nhà tự do cổ điển lập luận rằng mỗi cá nhân nên được tự do làm việc cho những nhà tuyển dụng trả lương cao nhất trong khi động lực lợi nhuận nên được đảm bảo bằng sản phẩm thỏa mãn nhu cầu khách hàng với cái giá họ sẵn sàng chi trả. Trong thị trường tự do, cả người lao động lẫn nhà tư bản đều nhận được sự tưởng thưởng khi công tác sản xuất hàng hóa và dịch vụ được tổ chức hiệu quả để thỏa mãn nhu cầu khách hàng. Các nhà tự do cổ điển còn đưa ra khái niệm nhà nước tinh gọn (minimal government), với những chức năng sau:
- Một nhà nước bảo vệ quyền cá nhân và cung cấp các sản phẩm và dịch vụ mà thị trường tự do không sẵn sàng cung cấp.
- Một hệ thống quốc phòng để bảo vệ quốc gia khỏi giặc ngoại xâm.
- Xây dựng hệ thống luật pháp để bảo vệ người dân khỏi các cá nhân và tổ chức gây phương hại, bao gồm tôn trọng các quyền tư hữu, thực thi giao kèo hợp đồng và thông luật.
- Xây dựng và bảo dưỡng các tổ chức công.
- Công việc công bao gồm việc ổn định tiền tệ, đặt ra tiêu chuẩn đo đạc và xây dựng và nâng cấp đường sá, cầu cống, hệ thống liên lạc và bưu điện.

Những niềm tin cốt lõi của chủ nghĩa tự do cổ điển không nhất thiết phải bao gồm một nhà nước dân chủ với cơ chế phiếu bầu theo đa số bởi "không có gì kiểm chứng được với nguyên tắc cai trị theo đa số sẽ đảm bảo đa số sẽ luôn tôn trọng quyền tài sản và duy trì nguyên tắc thượng tôn pháp luật". Ví dụ, James Madison cho rằng rằng thể chế cộng hòa lập hiến với sự bảo hộ tự do cá nhân thông qua thể chế dân chủ thuần khiết, ông cho rằng trong thể chế thuần dân chủ một "cảm xúc chung hoặc một nguyện vọng thú vị, trong mọi trường hợp, được cảm nhận bởi số đông trong một tập thể [...] và không thứ gì biện giải được nguyên nhân để loại bỏ ý kiến của phe thiểu số yếu hơn".
Vào cuối thế kỷ 19, chủ nghĩa tự do cổ điển phát triển thành chủ nghĩa tự do tân cổ điển, với lập luận rằng bộ máy chính phủ nên tinh giản và nhỏ gọn hết mức có thể nhằm cho phép mỗi cá nhân được thực thi quyền tự do. Trong hình thái cực đoan, chủ nghĩa tự do tân cổ điển ủng hộ chủ nghĩa xã hội Darwin. Chủ nghĩa tự do cánh tả là hình thái hiện đại của chủ nghĩa tự do tân cổ điển.

## Lịch sử

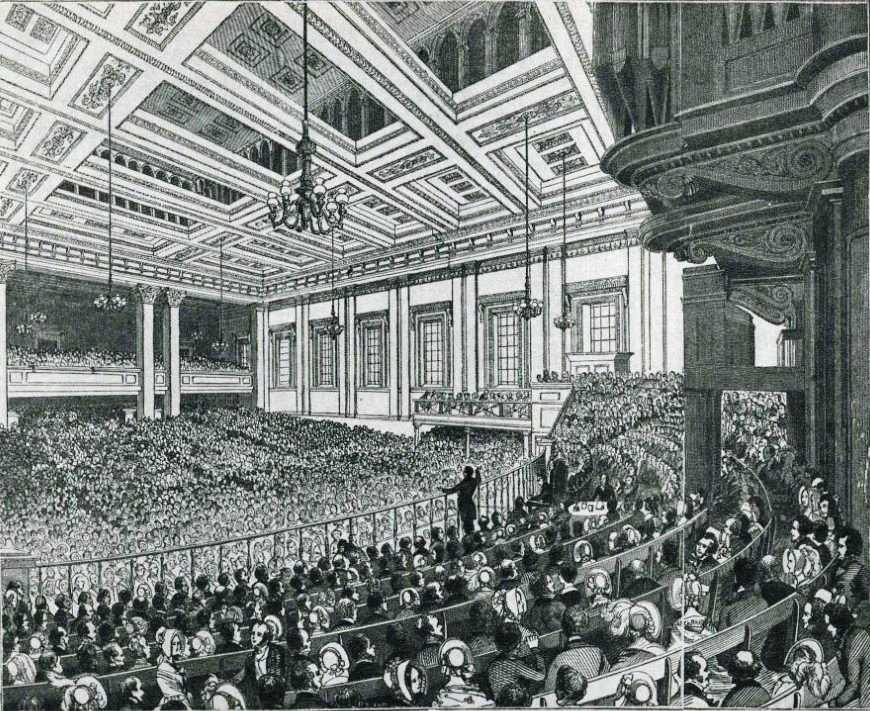
Hội nghị của Liên đoàn chống luật Ngô tại cung điện Exeter năm 1846.

### Anh Quốc
Chủ nghĩa tự do cổ điển phát triển ở Anh trong bối cảnh cách mạng vinh quang năm 1688, chịu ảnh hưởng của những luồng tư tưởng triết học Pháp.
Từ đầu thế kỷ 19 đến chiến tranh thế giới thứ 2, chủ nghĩa tự do cổ điển là học thuyết chiếm ưu thế. Một số tiến bộ nó đem lại bao gồm Đạo luật cứu trợ công giáo La Mã (Roman Catholic Relief Act 1829), Đạo luật cải cách 1832 (Reform Act 1832), bãi bỏ luật Ngô (Corn Law) năm 1846. Liên đoàn chống luật Ngô đã tập hợp một liên minh của những nhóm tự do và cực đoan để ủng hộ tự do thương mại dưới sự lãnh đạo của Richard Cobden và John Bright, những người chống đối chủ nghĩa quân phiệt và chi tiêu công. Chính sách hạ thấp chi tiêu công và thuế của họ đã được thông qua bởi William Ewart Gladstone khi ông trở thành Bộ trưởng Tài chính và sau này là thủ tướng.

### Mỹ
Tại Mỹ, chủ nghĩa tự do hằn sâu vào xã hội vì có rất ít các hệ tư tưởng đối lập, trong khi đó ở châu Âu chủ nghĩa tự do bị phản đối bởi những người hưởng lợi từ hệ thống phong kiến như các lãnh chúa phong kiến, tầng lớp quý tộc và sự ảnh hưởng của nhà thờ.
Thomas Jeffereson đã tiếp thu những ý tưởng của chủ nghĩa tự do, được ghi nhận trong bản tuyên ngôn độc lập Hoa Kỳ.
Quan điểm cho rằng chủ nghĩa tự do hiện đại là sự tiếp nối của chủ nghĩa tự do cổ điển không nhận được sự tán thành rộng rãi. James Kurth, Robert E. Lerner, John Micklethwait, Adrian Wooldridge và nhiều nhà khoa học chính trị khác đã lập luận rằng chủ nghĩa tự do cổ điển vẫn tồn tại ngày nay, nhưng trong hình hài của chủ nghĩa bảo thủ Mỹ. Theo Deepak Lal, chỉ duy nhất Mỹ đi theo chủ nghĩa tự do cổ điển - thông qua những người theo đường lối bảo thủ - vẫn đóng một vai trò cốt lõi trên chính trường Mỹ.

## Những nhà tri thức và phong trào xoay quanh

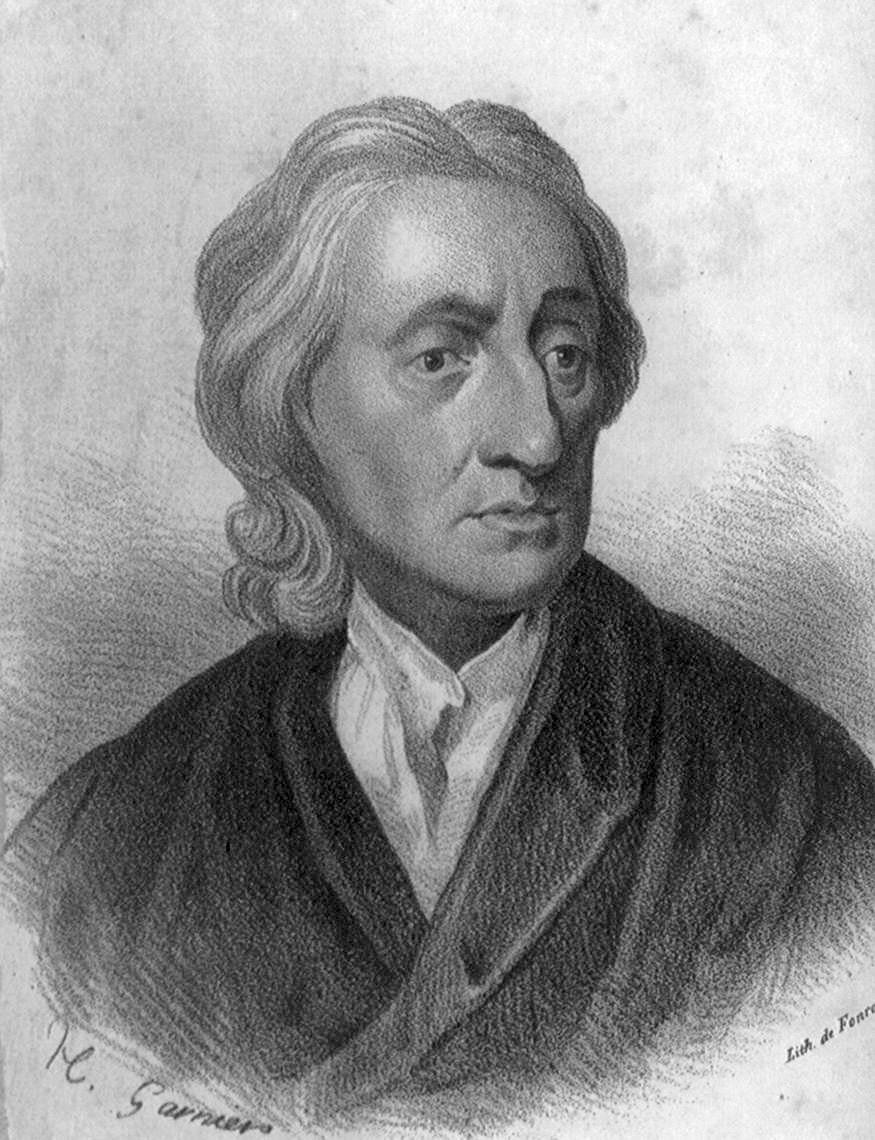
John Locke

### John Locke
Trung tâm của tư tưởng tự do cổ điển được diễn giải trong tác phẩm Khảo luận thứ hai về chính quyền và Lá thư về lòng khoan dung của John Locke, được ông viết để bảo hộ cho cuộc Cách mạng vinh quang 1688. Mặc dù những tác phẩm này được đánh giá là cực đoan vào thời đó với giới cầm quyền, về sau được tuyên dương bởi đảng Whigs, các phần tử ủng hộ cách mạng Hoa Kỳ. Tuy nhiên, cũng có nhiều những tư tưởng tự do về sau vắng bóng trong các tác phẩm của Locke hoặc hiếm khi được đề cập đến. Ví dụ, có rất ít sự đề cập đến các khái niệm tam quyền phân lập, chủ nghĩa hợp hiến, quyền hạn chế của nhà nước.
Học giả James L. Richardsons nhận định trong các tác phẩm của Locke xoay quanh 5 chủ đề: chủ nghĩa cá nhân, sự đồng thuận, nhà nước pháp quyền và nhà nước minh bạch, tầm quan trọng của tài sản, khoan dung tôn giáo. Mặc dù John Locke không phát triển lý thuyết về quyền tự nhiên, ông phác họa mỗi cá nhân trong trạng thái tự nhiên là tự do và bình đẳng. Mỗi cá nhân, chứ không phải cộng đồng hay tổ chức, là các điểm tham chiếu. Locke tin rằng, người dân tạo ra sự đồng thuận cho chính phủ do đó quyền lực nằm ở nơi người dân chứ không phải ở trên. Niềm tin này đã tạo ra sức ảnh hưởng cho các phong trào cải cách sau này.

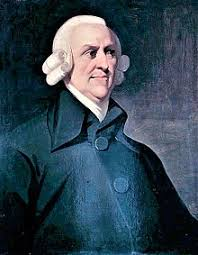
Adam Smith

### Adam Smith
Tác phẩm Bàn về tài sản quốc gia của Adam Smith, xuất bản năm 1776, đã cung cấp phần lớn những tư tưởng kinh tế, ít nhất cho tới khi tác phẩm Quy luật về kinh tế chính trị của John Stuart Mill xuất bản năm 1848, Smith đề cập đến động lực trong các hoạt động kinh tế, giá cả, sự phân phối của cải và các chính sách của nhà nước để tối đa hóa chúng.
Smith viết rằng miễn là nhà nước không đả động gì đến cung, cầu, giá cả, cạnh tranh tự do, thì động cơ theo đuổi vật chất và lợi ích cá nhân của loài người, chứ không phải lòng vị tha, sẽ tối đa hóa của cải và sự thịnh vượng của một quốc gia thông qua sản xuất hàng hóa và dịch vụ để mang lại lợi nhuận. Một "bàn tay vô hình" điều khiển mỗi cá nhân và doanh nghiệp làm việc siêng năng để tối đa hóa của cải và lợi ích bản thân vô tình đem lại lợi ích lớn lao cho cộng đồng. Lý luận này đem đến một lời biện minh đạo đức cho việc tích lũy và sở hữu của cải, việc mà trước đó dưới góc nhìn của một số người là tội lỗi.

### Chủ nghĩa vị lợi
Xem bài chi tiết : Chủ nghĩa vị lợi